# Yodo-dono
Yodo-dono, född 1567, död 4 juni 1615, var en inflytelserik japansk adelskvinna. 
Hon var dotter till länsherren Azai Nagamasa och Oichi, och syster till Ohatsu och Oeyo.  Hon blev 1588 konkubin och sedan andra maka till riksföreståndaren Toyotomi Hideyoshi, och 1593 mor till riksföreståndaren Toyotomi Hideyori. 
När hennes make avled 1598 utnämndes i enlighet med hans testamente en förmyndarregering kallad De Fems Råd, bestående av Tokugawa Ieyasu, Maeda Toshiie, Ukita Hideie, Uesugi Kagekatsu och Mori Terumoto, som skulle sköta hennes sons uppgifter som riksföreståndare fram till hans myndighetsdag.  Yodo-dono blev dock i egenskap av hans mor den omyndige riksföreståndarens personliga förmyndare och fick som sådan stor prestige och inflytande i rådet.  Hon övertog personligen makten över hovet i Osaka slott.  
År 1600 upplöstes förmyndarregeringen sedan en av de fem regenterna, Tokugawa Ieyasu, avsatt de övriga och tagit makten över regeringen ensam.  När Tokugawa Ieyasu dessutom antog titeln shogun år 1603 kom det till öppen konflikt mellan shogun och Yodo-dono, som gjorde Toyotomi-klanen till mittpunkten för oppositionen mot shogunatet och sig själv som dess ledande centralfigur.  Striden mellan shogun och Toyotomi-klanen kom att bli den sista militära motståndet mot shogunatet i Japan före dess avskaffande på 1800-talet.  
År 1614 belägrades Osaka av shoguns armé under ledning av Tokugawa Ieyasu. Yodo-dono ledde försvaret av Osaka och åstadkom till slut en vapenvila. Hon förhandlade själv fram den, då hon mötte motståndarens representanter tillsammans med en grupp hovdamer, alla klädda i rustning som män. Belägringen återupptogs dock året därpå, och ledde slutligen till hennes fall efter Slaget om Osaka. Tokugawa Ieyasu lät antända slottet, samtidigt som Yodo-dono och hennes son begick självmord inne i det. 
Yodo-dono är förebild för rollkaraktären "Lady Ochiba", som kallas "Japans mäktigaste kvinna" i romanen Shogun av James Clavell, samt i TV-serien Shōgun. 

### Fotnoter
1. ↑  läs online, eco.mtk.nao.ac.jp .[källa från Wikidata]